# RSA Battle House Tower
Не следует путать с небоскрёбом RSA Tower в Монтгомери, штат Алабама
RSA Battle House Tower (произносится Ар-Эс-Эй Батл Хаус Тауэр) — офисный небоскрёб высотой 204,2 метра в городе Мобил, штат Алабама, США. Является не только самым высоким зданием города, но и самым высоким зданием штата (с 2007 года по настоящее время) и 88-м по высоте в США. 

## Описание
Небоскрёб получил своё название в честь близстоящей исторической гостиницы The Battle House Hotel (построена в 1908 году, внесена в Национальный реестр исторических мест США в 1975 году).

Из 35 надземных этажей здания 25 отданы под офисы, 4 — под гостиничные номера и один этаж является полностью техническим.

«Корона» небоскрёба ночью ярко подсвечивается и в ясную погоду видна со стороны Мобилского залива с расстояния почти в 50 километров.
Основные характеристики
- Строительство: 7 ноября 2003 — 16 сентября 2006
- Высота: 227,1 м (антенна); 204,2 м (крыша); 4,27 м (от пола до пола); 2,74 м (от пола до потолка)
- Этажей: 35 + 1 подземный
- Площадь внутренних помещений: 182 880 м², из них 43 356 м² «класса А»
- Количество лифтов: 22
- Архитектор: Tvsdesign[англ.]
- Владелец: Retirement Systems of Alabama[англ.]

## История
Впервые о предстоящем строительстве этого небоскрёба было объявлено в июле 2001 года: тогда его планировали 37-этажным и высотой 182,9 метров.
Датой начала строительства небоскрёба считается 7 ноября 2003 года, когда за три дня был полностью залит фундамент — для этого понадобилось 1440 цементовозов. За три года строительства регион Мобила посещали пять ураганов: Фрэнсис и Иван в 2004 году, и Синди, Деннис и Катрина в 2005 году. Ни один из них не причинил ущерба строящемуся зданию напрямую, но задержки в работе они вызвали.
Датой окончания строительства считается 16 сентября 2006 года, когда вертолёт Sikorsky S-61 Sea King водрузил на своё место шпиль здания. Торжественное открытие состоялось 11 мая 2007 года, в тот же вечер впервые была зажжена «корона» небоскрёба.